# Београдски мостови
У Београду постоји 10 мостова , од којих два премошћују реку Дунав, а осталих осам реку Саву. 

## Савски мостови
Од осам мостова који премошћују реку Саву три служе искључиво шинском саобраћају, два друмском, а преко остала три саобраћају како шинска тако и друмска возила:
| Име моста                   | Отворен     | Дужина (м) | Врста саобраћаја                           |
| --------------------------- | ----------- | ---------- | ------------------------------------------ |
| Мост на Ади                 | 2012        | 996        | Друмски и шински (предвиђен за нови метро) |
| Бранков мост                | 1934 (1979) | 261        | Друмски                                    |
| Газела                      | 1970        | 332        | Друмски                                    |
| Нови железнички мост        | 1979        | 558        | Шински                                     |
| Мост Обреновац - Сурчин     | 2011        | 627,8      | Друмски                                    |
| Остружнички железнички мост | 1953        | 658        | Шински                                     |
| Стари савски мост           | 1942        | 430        | Друмски и шински, односно за трамваје      |
| Стари железнички мост       | 1884        | 462        | Шински                                     |

## Дунавски мостови
Дунав је у Београду премоштен само са два моста, једним за мешовити саобраћај и једним искључиво друмским.
| Име моста       | Отворен     | Дужина (м) | Врста саобраћаја |
| --------------- | ----------- | ---------- | ---------------- |
| Панчевачки мост | 1935 (1946) | 1.526      | Друмски и шински |
| Пупинов мост    | 2014        | 1.517      | Друмски          |